# Selección femenina de baloncesto sub-18 de Alemania Democrática
La selección femenina de baloncesto sub-18 de Alemania Democrática era el equipo nacional de baloncesto femenino de Alemania del Este. Su única participación en el campeonato fue el Campeonato Europeo de Baloncesto Femenino Sub-18 de 1965, donde terminaron en noveno lugar.

## Partidos
| 22 de agosto de 1965 | Alemania Democrática | 55-56   | Hungria |  |  |
|                      |                      | Reporte |         |  |  |

| 23 de agosto de 1965 | Bulgaria | 52-35   | Alemania Democrática |  |  |
|                      |          | Reporte |                      |  |  |

| 24 de agosto de 1965 | Alemania Democrática | 44-41   | Francia |  |  |
|                      |                      | Reporte |         |  |  |

| 26 de agosto de 1965 | Alemania | 37-73   | Alemania Democrática |  |  |
|                      |          | Reporte |                      |  |  |

| 27 de agosto de 1965 | Alemania Democrática | 62-44   | Italia |  |  |
|                      |                      | Reporte |        |  |  |

| 29 de agosto de 1965 | Alemania Democrática | 49-66   | Rumania |  |  |
|                      |                      | Reporte |         |  |  |